# Trượt ván trên tuyết tại Thế vận hội Mùa đông 2018 - Lòng máng nữ
Nội dung lòng máng nữ (halfpipe) của Thế vận hội Mùa đông 2018 diễn ra từ 12 tới 13 tháng 2 năm 2018 tại Công viên Phoenix Bogwang ở Pyeongchang, Hàn Quốc.

## Kết quả

### Vòng loại
Q — Lọt vào chung kết
12 vận động viên hàng đầu lọt vào vòng tranh huy chương.
| Hạng | Thứ tự | Tên               | Quốc gia    | Lượt 1 | Lượt 2 | Tốt nhất | Ghi chú |
| ---- | ------ | ----------------- | ----------- | ------ | ------ | -------- | ------- |
| 1    | 3      | Chloe Kim         | Hoa Kỳ      | 91.50  | 95.50  | 95.50    | Q       |
| 2    | 10     | Liu Jiayu         | Trung Quốc  | 87.75  | 41.00  | 87.75    | Q       |
| 3    | 11     | Haruna Matsumoto  | Nhật Bản    | 80.75  | 84.25  | 84.25    | Q       |
| 4    | 1      | Maddie Mastro     | Hoa Kỳ      | 83.75  | 76.00  | 83.75    | Q       |
| 5    | 2      | Queralt Castellet | Tây Ban Nha | 71.50  | 45.50  | 71.50    | Q       |
| 6    | 15     | Cai Xuetong       | Trung Quốc  | 65.75  | 69.00  | 69.00    | Q       |
| 7    | 16     | Sena Tomita       | Nhật Bản    | 59.50  | 66.75  | 66.75    | Q       |
| 8    | 5      | Emily Arthur      | Úc          | 30.25  | 66.50  | 66.50    | Q       |
| 9    | 4      | Sophie Rodriguez  | Pháp        | 65.00  | 13.50  | 65.00    | Q       |
| 10   | 9      | Mirabelle Thovex  | Pháp        | 62.25  | 64.25  | 64.25    | Q       |
| 11   | 8      | Kelly Clark       | Hoa Kỳ      | 41.00  | 63.25  | 63.25    | Q       |
| 12   | 14     | Arielle Gold      | Hoa Kỳ      | 17.50  | 62.75  | 62.75    | Q       |
| 13   | 13     | Holly Crawford    | Úc          | 57.50  | 20.00  | 57.50    |         |
| 14   | 17     | Verena Rohrer     | Thụy Sĩ     | 16.50  | 55.00  | 55.00    |         |
| 15   | 6      | Kurumi Imai       | Nhật Bản    | 54.75  | 50.00  | 54.75    |         |
| 16   | 19     | Qiu Leng          | Trung Quốc  | 50.75  | 53.75  | 53.75    |         |
| 17   | 12     | Hikaru Ōe         | Nhật Bản    | 10.00  | 51.00  | 51.00    |         |
| 18   | 18     | Mercedes Nicoll   | Canada      | 50.00  | 48.00  | 50.00    |         |
| 19   | 20     | Elizabeth Hosking | Canada      | 25.25  | 36.75  | 36.75    |         |
| 20   | 22     | Kwon Sun-oo       | Hàn Quốc    | 19.25  | 35.00  | 35.00    |         |
| 21   | 21     | Kaja Verdnik      | Slovenia    | 24.75  | 34.00  | 34.00    |         |
| 22   | 7      | Li Shuang         | Trung Quốc  | 24.50  | 9.25   | 24.50    |         |
| 23   | 24     | Calynn Irwin      | Canada      | 23.25  | 16.25  | 23.25    |         |
| 24   | 23     | Clémence Grimal   | Pháp        | 14.25  | 13.00  | 14.25    |         |

### Chung kết
Chung kết diễn ra lúc 11:00 ngày 13 tháng 2.
| Hạng | Thứ tự | Tên               | Quốc gia    | Lượt 1 | Lượt 2 | Lượt 3 | Tốt nhất | Ghi chú |
| ---- | ------ | ----------------- | ----------- | ------ | ------ | ------ | -------- | ------- |
| 1    | 12     | Chloe Kim         | Hoa Kỳ      | 93.75  | 41.50  | 98.25  | 98.25    |         |
| 2    | 11     | Liu Jiayu         | Trung Quốc  | 85.50  | 89.75  | 49.00  | 89.75    |         |
| 3    | 1      | Arielle Gold      | Hoa Kỳ      | 10.50  | 74.75  | 85.75  | 85.75    |         |
| 4    | 2      | Kelly Clark       | Hoa Kỳ      | 76.25  | 81.75  | 83.50  | 83.50    |         |
| 5    | 7      | Cai Xuetong       | Trung Quốc  | 20.50  | 41.25  | 76.50  | 76.50    |         |
| 6    | 10     | Haruna Matsumoto  | Nhật Bản    | 70.00  | 46.25  | 65.75  | 70.00    |         |
| 7    | 8      | Queralt Castellet | Tây Ban Nha | 59.75  | 67.75  | 43.75  | 67.75    |         |
| 8    | 6      | Sena Tomita       | Nhật Bản    | 65.25  | 34.50  | 60.50  | 65.25    |         |
| 9    | 3      | Mirabelle Thovex  | Pháp        | 59.50  | 30.25  | 63.00  | 63.00    |         |
| 10   | 4      | Sophie Rodriguez  | Pháp        | 50.50  | 14.75  | 13.75  | 50.50    |         |
| 11   | 5      | Emily Arthur      | Úc          | 48.25  | 9.25   | 25.00  | 48.25    |         |
| 12   | 9      | Maddie Mastro     | Hoa Kỳ      | 14.00  | 7.50   | 6.50   | 14.00    |         |